# Hypoxylon olivicolor
Hypoxylon olivicolor är en svampart som beskrevs av F. San Martín, Y.M. Ju & J.D. Rogers 1996. Hypoxylon olivicolor ingår i släktet Hypoxylon och familjen kolkärnsvampar.   Inga underarter finns listade i Catalogue of Life.